# Евангелистичка главна црква у Рејту
Евангелистичка главна црква у Рејту (нем. Evangelische Hauptkirche Rheydt) је зграда протестантске цркве у Рејту, округу Менхенгладбаха, немачка савезна држава Северна Рајна-Вестфалија. Налази се у центру градића Рејта.

## Историја
До 1899. године, Оуд Хофдкерк је стајао на Марктплцу некадашње независне општине Рејт. Порекло ове цркве је средњевековно. У 16. веку сеоска црква посвећена Светом Александру постаје евангелизована са скоро целокупним становништвом Рејта. Од 1587. године практикује се реформисана конфесија. Године 1741., уметањем дугачког трансепта између торња и певнице, ова црква је оспособљена за евангеличку проповедничку цркву, у којој су централно место били проповедаоница и трпеза.
Са растом Рејта као резултат индустријализације, стара главна црква се показала као драгоцено већ у другој половини 19. века. века као премала.

## Главна црква после Другог светског рата
Током Другог светског рата црква је претрпела велика оштећења на крововима, највећа од три бочне куле је остала без првобитно зашиљеног шлема када је обновљена као подсећање на разарања у Другом светском рату . Осим прозора, сачуван је оригинални намештај, укључујући касноромантичарске оргуље Сауер из 1902. године, које су данас веома вредне. Међутим, продирање воде оштетило је велике делове сецесије. Приликом реновирања ентеријера 1962. године, општинско руководство је одлучило, из теолошког убеђења, али и из разлога савременог укуса, да се унутрашњост обнови што трезвеније и без икаквог живописног украса. Као резултат тога, првобитни утисак о укупном уметничком делу у главној цркви био је озбиљно нарушен.
Презбитериј је 2001. године одлучио да обнови оригиналну обојену унутрашњост из 1902. године. Изузетак су два приказа Христа на тријумфалној капији. 2016. године један од врхова је пао.

### Подаци
| Архитекта                   | Јоханес Отзен            |
| Шеф градилишта              | Вилхајм Мак              |
| Почетак изградње            | 20 новембра 1899         |
| Датум пуштања у рад         | 2. децембра 1902. године |
| Процењени трошкови изградње | 531.000,00 марака        |
| Завршни трошкови изградње   | 603.888,13 марака        |
| Оригинални број седишта     | 1,294                    |
| Данашњи број места          | 1,200                    |
| Висина                      | 72 м                     |